# Fra Mørke til Lys (film fra 1928)
 For alternative betydninger, se Fra Mørke til Lys. (Se også artikler, som begynder med Fra Mørke til Lys)
Fra Mørke til Lys er en dansk propagandafilm fra 1928, der er instrueret af H.F. Rimmen efter manuskript af Hr. Wraa og Frederik Dalgaard.
Filmen er den første socialdemokratiske propagandafilm. Den har undertitlen Filmsblade af Københavns kommunale Historie og er produceret for Socialdemokratisk Forbund. Filmen indgik i valgkampen op til kommunalvalget i 1929, hvor partiet endte med at vinde 35 ud af 55 mandater på Københavns Rådhus.

## Handling
Filmens historie spænder fra Estrup-tiden i 1870'erne til den begyndende sociale velfærd i København under socialdemokratisk ledelse. Den er fortalt over flere generationer med en kærlighedshistorie som motor for den politiske udvikling Købehavn gennemgår.

## Medvirkende
- Knud Rassow - Lars Hansen, farveriarbejder
- Marie Dinesen - Karen Hansen, Lars' kone
- Edith Norup - Eva, Hansens datter
- Hjalmar Bendtsen - Fabrikant Gorm
- Frida Budtz Müller - Fru Gorm
- Carl Hillebrandt - Kaj Gorm
- Paul Rohde - Max Gorm
- Kiss Bendtsen - Olga Gorm